# Wilhelm Camphausen
Wilhelm Camphausen (Düsseldorf, 1818. február 8. – Düsseldorf, 1885. június 18.) német festő. 

## Pályafutása
Tanítói Alfred Rethel és Karl Ferdinand Sohn voltak. Festményeinek tárgyát eleinte a harmincéves háborúból, majd az angol forradalom történetéből merítette és sima, gondos modorban dolgozott. Később, főleg Emmanuel Leutze hatása alatt, elhagyta ezt az irányt és életnagyságú lovasképeket kezdett festeni. Kiváló arcképeket festett, Nagy Frigyest, a brandenburgi  választófejedelmet, I. Vilmos német császárt, stb. kíséretükkel együtt ábrázolja. Nevezetesebb művei: Nagy Frigyes Friedrich Wilhelm von Seydlitzcel, Hans Joachim von Zietennel, Henrik királyi herceggel, I. Frigyes Vilmos az idősebb Derfflingerrel. Később: I. Vilmos német császár Albrecht von Roonnal, Bismarckkal és Moltkéval átlovagol egy csatatéren; Vilmos császár Moltkéval, stb. Camphausen Ein Maler auf dem Kriegsfelde (1865) címen kiadta a schleswig-holsteini hadjárat alkalmával készült feljegyzéseit.